# Yamaha 350 TZ
 (mars 2023).
Si vous disposez d'ouvrages ou d'articles de référence ou si vous connaissez des sites web de qualité traitant du thème abordé ici, merci de compléter l'article en donnant les références utiles à sa vérifiabilité et en les liant à la section « Notes et références ».
La Yamaha TZ 350 est un modèle de motocyclette de compétition, construite pour participer aux courses de vitesse dans la catégorie 350 cm3. Sa production a commencé en 1973, avec le modèle A (60 ch à 9500 tr/min) et s'est achevée en 1981 avec le modèle H (72 ch à 11,000 tr/min), lorsque la catégorie a été supprimée.

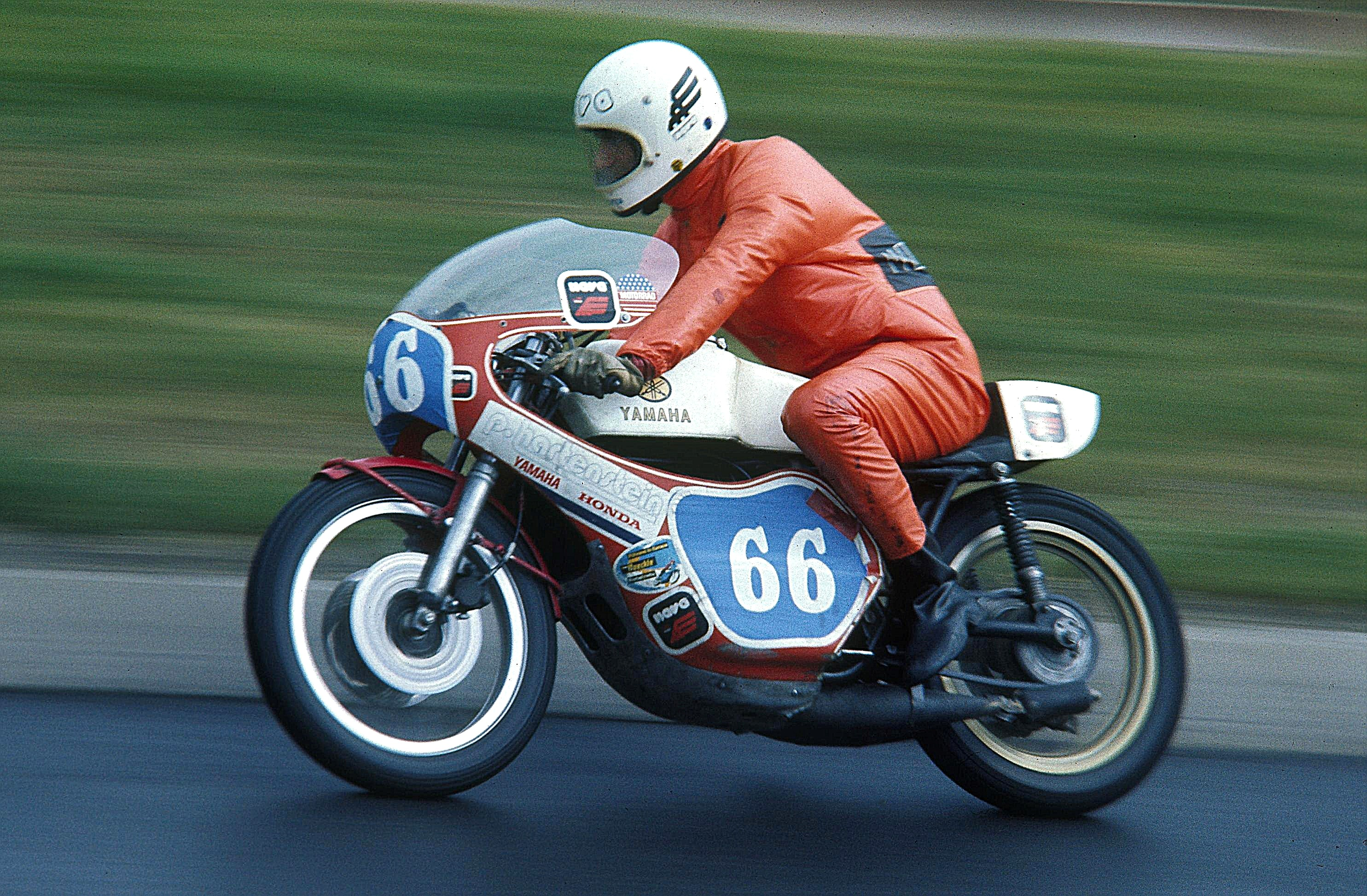
Helmut Dähne sur sa Yamaha TZ 350 B (Grand Prix d'Allemagne, 1976).